# Szürkemellű bozótposzáta
A szürkemellű bozótposzáta (Locustella alfredi) vagy (Bradypterus alfredi) a verébalakúak (Passeriformes) rendjébe, ezen belül a tücsökmadárfélék (Locustellidae) családjába és a Bradypterus nembe tartozó faj. 15 centiméter hosszú. Dél-Szudán, Etiópia, a Kongói Demokratikus Köztársaság, Ruanda, Tanzánia, Zambia és Uganda hegyvidéki nedves erdőiben és bozótosaiban él. A talajközelben található rovarokkal táplálkozik.

## Alfajok
- B. a. alfredi (Hartlaub, 1890) – nyugat-Etiópia, délkelet-Dél-Szudán, kelet-Kongói Demokratikus Köztársaság, nyugat-Ruanda, nyugat- és kelet-Uganda;
- B. a. kungwensis (Moreau, 1942) – nyugat-Tanzánia, délkelet-Kongói Demokratikus Köztársaság, északnyugat-Zambia.

## Fordítás
- Ez a szócikk részben vagy egészben  a   Bamboo warbler című angol Wikipédia-szócikk fordításán alapul.  Az eredeti cikk szerkesztőit annak laptörténete sorolja fel. Ez a jelzés csupán a megfogalmazás eredetét és a szerzői jogokat jelzi, nem szolgál a cikkben szereplő információk forrásmegjelöléseként.